# Dietmar Rieth

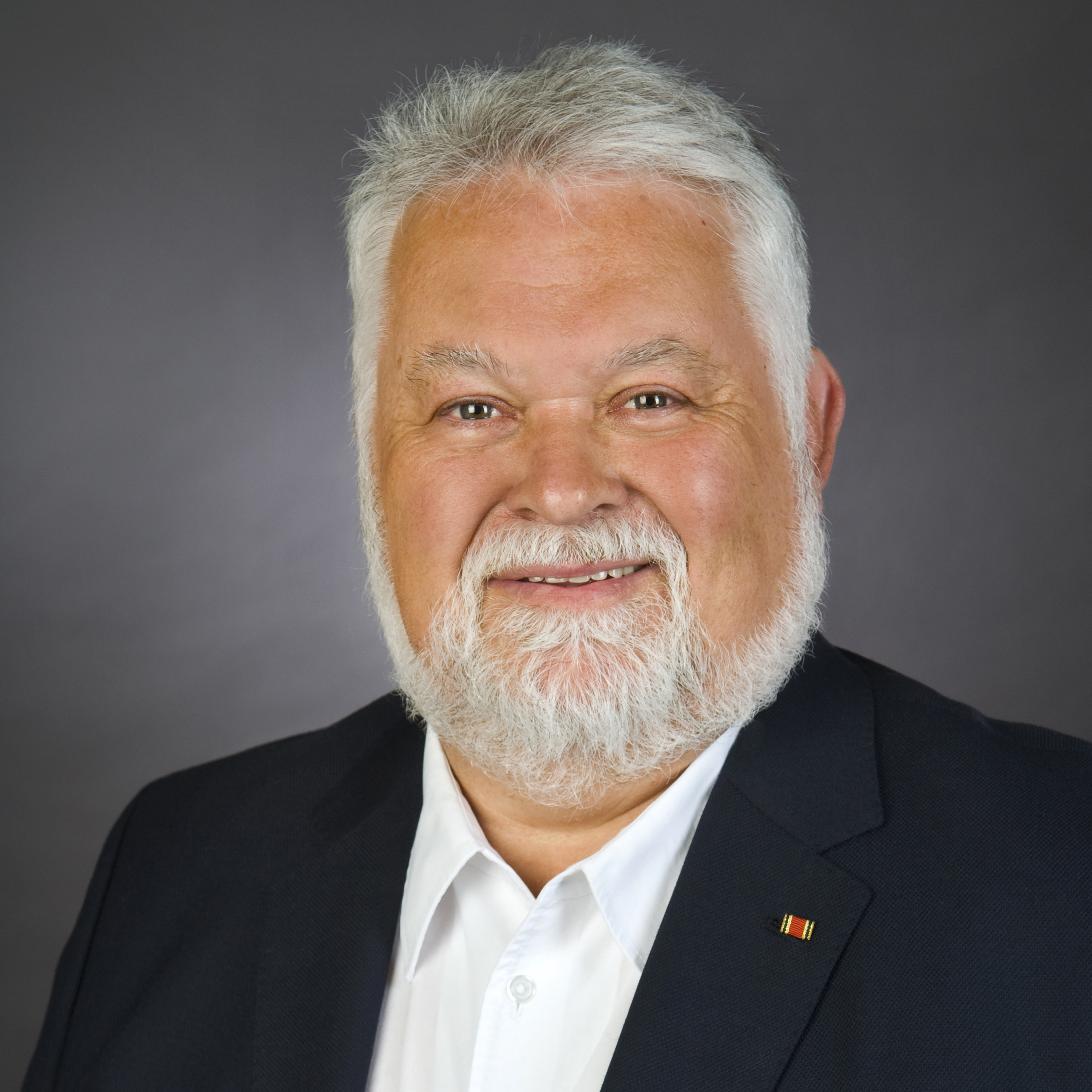
Dietmar Rieth

Dietmar Rieth (* 3. Februar 1958 in Kinheim) ist ein deutscher Politiker der Partei Bündnis 90/Die Grünen.

## Leben und Werdegang
Nach dem Hauptschulabschluss 1972 erlernte Rieth den Beruf des Elektroinstallateurs in Wittlich (Eifel). Nach Erlangung der Fachhochschulreife 1978 begann er ein Studium für elektrische Energietechnik an der Fachhochschule in Koblenz, das er mit dem Abschluss als Diplom-Ingenieur 1982 erfolgreich abschloss. Im gleichen Jahr nahm er eine Tätigkeit als Vertriebsingenieur beim Wandler- und Transformatorenwerk (WTW) in Wirges auf, drei Jahre später wechselte er zu den Stadtwerken Neuwied, wo er als Planungsingenieur für Energieversorgung zuständig war. Darüber hinaus war er Brandmeister bei der Neuwieder Feuerwehr. Nach seiner Zeit als Landtagsabgeordneter war er als Vorstand einer kleinen Aktiengesellschaft und Geschäftsführer verschiedener GmbHs tätig, zuständig für Projektentwicklung, Abarbeitung von begonnenen Windparkprojekten sowie Betreuung von realisierten Windparks sowie Berater für energietechnische Fragen. Seit 2005 ist er Inhaber der Energieagentur Mittelrhein, seit 2009 nach Umwandlung in eine GbR zu 90 % beteiligt. Seit 1. Januar 2017 ist er Alleininhaber des Unternehmens Dietmar Rieth [Energieagentur Mittelrhein], die als Rechtsnachfolgerin der GbR für alle bisherigen Dienstleistungen zuständig ist und weitere neuen Dienstleistungen im Bereich der Sicherheit von elektrischen Anlagen als VDS-Sachkundiger anbietet. Derzeit firmiert die EAM als Einzelunternehmen und befasst sich im Wesentlichen mit Sanierungsfahrplänen für Wohn- und Nichtwohngebäude sowie Fördermittelantragstellung bei BAFA und KFW für Sanierungen und Neubauten von Wohn- und Nichtwohngebäuden als Einzelmaßnahmen (BAFA) oder Effizienzhäuser (KFW).
Dietmar Rieth ist Vater von zwei Kindern und Großvater von zwei Enkeltöchtern.

## Politik
1988 wurde Rieth Mitglied der Grünen, 1992 übernahm er dort den Posten des Sprechers im Kreisverband Neuwied. Bis 2009 war er Mitglied im Neuwieder Stadtrat und saß in verschiedenen Beiräten und Gremien. Von 1991 bis 2001 war er Mitglied des rheinland-pfälzischen Landtags, in dem er von 1993 an das Amt des stellvertretenden Fraktionsvorsitzenden der Grünen bekleidete. Im Landtag war er u. a. zuständig für die Politikbereiche Energie-, Wirtschafts-, Medien- und Atompolitik sowie der Partnerschaft mit Ruanda. Ebenso war er Koordinator des „Energiepolitischen Ratschlags“ auf Bundesebene von 1993 bis 2001. Derzeit fordert Rieth mit dem ebenfalls aus Kinheim stammenden Ex-Politiker Alfred Beth (CDU) ein Umdenken bei der Kommunalreform.

## Gesellschaftliches Engagement
Von 2008 bis Juli 2023 war er Mitglied im Landesvorstand des Partnerschaftsvereins Rheinland-Pfalz Ruanda. Für seine Verdienste um die Partnerschaft zwischen der Republik Ruanda und dem Land Rheinland-Pfalz erhielt Dietmar Rieth die Ehrenurkunde des Ministeriums des Innern und für Sport und des Vereins Partnerschaft Rheinland-Pfalz e.V. Hier setzt er sich besonders für einen gegenseitigen konstruktiven Wirtschafts- und Wissenstransfer ein.
Seit 2009 ist er ununterbrochen Mitglied im Verwaltungsrat des Deutschen Energieberaternetzwerks (DEN e. V.); seit 2010 Landessprecher des DEN e. V. Rheinland-Pfalz; seit Herbst 2015 Ruanda Investment Promoter, im Auftrag der Ruandischen Regierung. Seit 2016 ist er Mitglied im Vorstand der Vereinigung der ehemaligen Abgeordneten des Landtags von Rheinland-Pfalz. Nach 7-jähriger Mitarbeit als Vorstandsmitglied im Verein der ehemaligen Abgeordneten des rheinland-pfälzischen Landtags ist er seit 12. Juli 2023 deren Vizepräsident.

## Ehrungen
Dietmar Rieth ist seit November 2002 Träger des Bundesverdienstkreuzes am Bande, verliehen durch Bundespräsident Johannes Rau, auf Vorschlag von Ministerpräsident Kurt Beck, aufgrund seines vielfältigen ehrenamtlichen Engagements über viele Jahre.

## Nebenberufliches Engagement
Im Jahre 2011 legte Dietmar Rieth einen Weinberg (200 m² = 92 Stock) in Neuwied zum „Eigenbedarf“ an.
In den Jahren 2016, 2019 und 2020 wuchs die Weinbergsfläche mit gleichgesinnten Gesellschaftern zu einer Ertragsweinfläche von ca. 7.000 m² im Neuwieder Stadtgebiet an. Der Wein wird als „Deutscher Wein“ vermarktet. Damit wurde nach 100 Jahren „Abstinenz“ der Weinbau in Neuwied wieder belebt. Die Vermarktung und Bewerbung dieses neuen Produktes unter der geschützten Dachmarke „Deichstadtwinzer“ erfreut sich zunehmender Beliebtheit.

## Belege
1. ↑  Energieagentur Mittelrhein
2. ↑  Vision: Neue Verbandsgemeinde unter Hochmoselbrücke. In: Trierischer Volksfreund. (Online-Ausgabe), 24. Juli 2013.
3. ↑  Ruanda Revue. 01/2008.
4. ↑  Ruanda Revue. 01/2016.
5. ↑   Impressum Deutsches Energieberaternetzwerk (DEN e.V.) (Memento vom 30. Dezember 2015 im Internet Archive)
6. ↑  Partner der ruandischen Botschaft (Memento des Originals vom 30. Dezember 2015 im Internet Archive)  Info: Der Archivlink wurde automatisch eingesetzt und noch nicht geprüft. Bitte prüfe Original- und Archivlink gemäß Anleitung und entferne dann diesen Hinweis. aus: Homepage der Botschaft Ruandas vom 6. Dezember 2015.
7. ↑  Homepage Landtag Rheinland-Pfalz
8. ↑  Bericht der Vereinigung ehemaliger Abgeordneter
9. ↑  Deichstadtwinzer

| Personendaten    | Personendaten                                                                         |
| ---------------- | ------------------------------------------------------------------------------------- |
| NAME             | Rieth, Dietmar                                                                        |
| KURZBESCHREIBUNG | deutscher Diplom-Ingenieur und Politiker (Bündnis 90/Die Grünen), MdL Rheinland-Pfalz |
| GEBURTSDATUM     | 3. Februar 1958                                                                       |
| GEBURTSORT       | Kinheim                                                                               |